# シュテファン・クヴァント

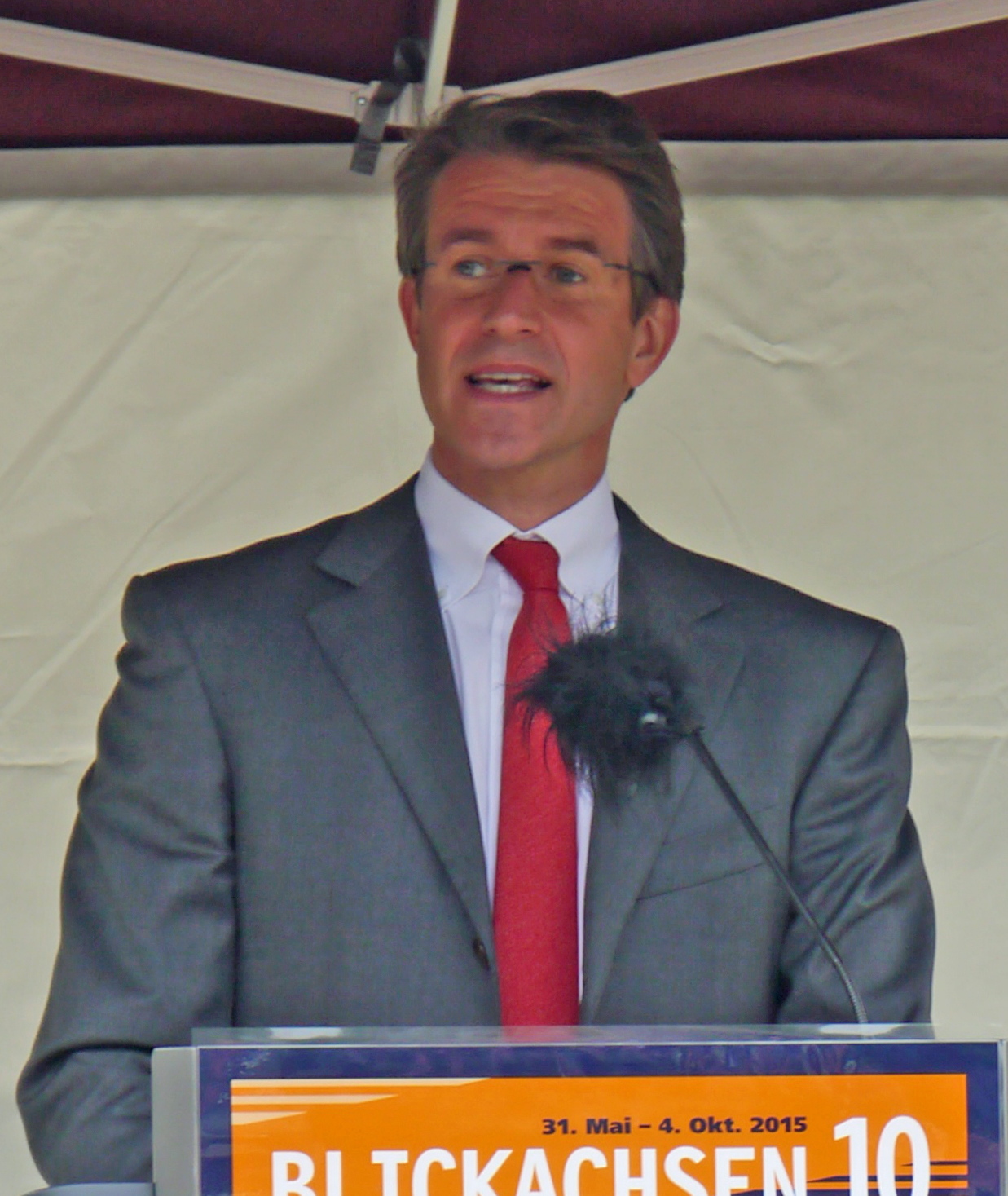

シュテファン・クヴァント（Stefan Quandt 、1966年5月9日 -）は、ドイツの実業家、技術者であり、大富豪である。倒産の危機にあったBMWを救済したヘルベルト・クヴァントの長男であり、BMWの大株主であるとともに同社役員会のメンバーである。

## 概要
1982年、父親ヘルベルトの死去に伴いBMWの株式の17.4%とともに多数の企業の株式を相続した。フォーブス誌による2007年度世界長者番付の60位。
カールスルーエ大学で工学を学ぶ。1993年から1年間、ボストン・コンサルティング・グループ勤務。1994年からの2年間はデータカード香港支店に勤務した。
2005年、ソフトウェア技術者の女性と結婚。

## クヴァント家
BMWのほか、製薬会社のアルタナ（Altana）、電池製造のファルタ（VARTA）などを同族会社として所有・支配しており、ドイツの長者番付100位に名を連ねる同家の人物は8名にも達する。シュテファンのほか、母ヨハンナ・クヴァントと実姉ズザンネ・クラッテンも経済誌フォーブスが発表する世界長者番付の常連である。
ギュンター・クヴァントが前妻であるマクダ・ゲッベルスの後夫、ヨーゼフ・ゲッベルスらナチ党との繋がりを利用し第二次世界大戦中に蓄財し、クヴァント家の礎となった。
一族は取材などをほとんど受け付けず、その詳細は謎に包まれている。